# Крейг Такер
Крейг Та́кер (англ. Craig Tucker) — вымышленный второстепенный персонаж анимационного сериала Южный парк. В ранних сезонах Крейгу уделялось мало времени, что давало ему возможность лишь изредка появляться в кадре. Отличительная черта Крейга — его привычка показывать средний палец. Начиная с шестого сезона играет более заметную роль. Крейг одет в синюю куртку и на голове носит шапку-чульо синего цвета с жёлтым помпоном. Озвучен Мэттом Стоуном.

## Роль в сериале
Крейг — заметный ученик четвёртого класса. Начиная с шестого сезона Крейг играет немалую роль в жизни класса и всего Южного Парка. Часто сидит за одним столом с Кенни Маккормиком, Стэном Маршем, Кайлом Брофловски и Эриком Картманом. В эпизодах Пандемия и Пандемия 2: Потрясение он присоединяется к четвёрке главных героев, но ненадолго: в конце он сам уходит, считая, что они всегда находят «неприятности себе на нос», а они не хотят его принимать к себе, так как он на протяжении всего приключения ходил за ними и ныл. В эпизоде «Твик против Крейга» Эрик пытался доказать, что Крейг сильнее Твика. Всё дошло до того, что их поставили на ринг, но оба не умели драться вообще, объясняя это тем, что «они этого раньше никогда не делали». Вскоре был обучен Сумо. Победитель так и не выяснился, и оба попали в больницу, где их снова поссорили и опять началась драка. В серии 811 из-за Крейга закрывается шоу новостей школы Южного Парка, так как Крейг имеет большие рейтинги у своего шоу, которое бывшие ведущие новостей называют «невероятно тупой подборкой видео с животными под музыку».
Начиная с эпизода «Твик + Крейг» состоит в отношениях с Твиком Твиком.

### Характер
Крейг редко проявляет какие-либо эмоции, его речь всегда монотонна, никогда на крик не срывается, улыбается в исключительных случаях.
Также обладает довольно странным для четвероклассника характером: почти всегда стремясь всех опускать, он с лёгкостью находит друзей. Крейг находит выгоду везде, где он лучше кого-либо — это можно понять в серии 811. Его хулиганство дошло до такой степени, что он показал средний палец директору. (События South Park: The Stick of Truth.) Очень любит говорить «наплевать», когда его наказывают и говорят, что это плохо. Несмотря на свой «хулиганский» характер, Крейг всегда был честным. В эпизоде 610 в конце он извинился перед мальчиками за то, что их бил, и даже обнялся с Баттерсом.

### Банда Крейга
Крейг — главарь своей собственной банды, которая в некоторых эпизодах (801, 708) открыто противостоит четвёрке главных героев. Чаще всего в её составе Джимми Волмер, Токен Блэк, Клайд Донован, Твик Твик, ну и сам Крейг.

### Семья
Томас Такер — отец Крейга. Самый высокий взрослый в городе. Грубый с остальными членами семьи. Носит тёмно-синий свитер и имеет рыжий цвет волос.
Лора Такер — мать Крейга. Блондинка. Самая высокая взрослая в городе. Как и её муж, очень груба и невоспитанна. Часто спорит с мужем. Носит зелёную рубашку с белым поясом.
Триша — младшая сестра Крейга. Несмотря на возраст, уже показывает средний палец каждому члену семьи.
Твик Твик — парень Крейга. В Южный Парк: После COVID’а 40 лет спустя показано, что они всё ещё вместе.

### South Park: The Stick of Truth
В игре South Park: The Stick of Truth Крейг выбрал сторону К.К.К. Класс — вор. По словам Картмана, без Крейга Палку точно не вернуть. Проходя сюжетную линию, мы должны пройти квест по спасению Крейга из школы (он был наказан за то, что показал средний палец директору). После его прохождения, он окажется вашим другом на фейсбуке. Во время квеста по захвату Палки у Барда, Крейг будет вам помогать. Крейг является единственным ребёнком (кроме новичка), которого зондировали пришельцы. Также, если штурмовать школу на стороне К.К.К, то Крейг будет снова с вами сражаться. Сразу после победы эльфов/К.К.К он встанет на сторону Тьмы, тем самым предав К.К.К. Самый лучший наёмник Клайда. Имеет довольно сильный кинжал и возможность создавать клонов. Начинает игру с 6-го уровня, а заканчивает уже 14-м.

### South Park: The Fractured But Whole
В игре South Park: The Fractured But Whole Крэйг действует под личиной супергероя по имени Супер-Крэйг, и на момент начала игры находится в команде Картмана «Енот и друзья». Из-за этого он конфликтует с Твиком, вступившим в команду «Борцов за свободу». По просьбе отца Крэйга Новичок становится посредником в общении между поссорившимися мальчиками. Ближе к финалу игры после совместного сеанса у мистера Маки Крэйг и Твик наконец мирятся и снова становятся любящей парой.

## Внешний облик
Брюнет, он носит синюю шляпу-чульо с жёлтым помпоном, синюю куртку и чёрные брюки. По праву считается одним из высоких мальчиков.